# Ostrowite (gemeente)
De gemeente Ostrowite is een landgemeente in het Poolse woiwodschap Groot-Polen, in powiat Słupecki.
De zetel van de gemeente is in Ostrowite. Op 30 juni 2004 telde de gemeente 5129 inwoners.

## Oppervlaktegegevens
In 2002 bedroeg de totale oppervlakte van gemeente Ostrowite 104,1 km², waarvan:
- agrarisch gebied: 81%
- bossen: 7%

De gemeente beslaat 12,42% van de totale oppervlakte van de powiat.

## Demografie
Stand op 30 juni 2004:
| Omschrijving                   | Totaal | Totaal | Vrouwen | Vrouwen | Mannen | Mannen |
| ------------------------------ | ------ | ------ | ------- | ------- | ------ | ------ |
| eenheid                        | aantal | %      | aantal  | %       | aantal | %      |
| inwoners                       | 5129   | 100    | 2484    | 48,4    | 2645   | 51,6   |
| bevolkingsdichtheid (inw./km²) | 49,3   | 49,3   | 23,9    | 23,9    | 25,4   | 25,4   |

In 2002 bedroeg het gemiddelde inkomen per inwoner 1359,86 zł.

## Administratieve plaatsen (sołectwo)
Doły, Giewartów, Giewartów-Holendry, Gostuń, Grabina, Izdebno, Jarotki, Kania, Kąpiel, Kosewo, Mieczownica, Naprusewo, Ostrowite, Przecław, Sienno, Siernicze Wielkie, Skrzynka Mała, Stara Olszyna, Szyszłowo, Tomaszewo.
Zonder de status sołectwo : Lipnica, Świnna, Siernicze Małe, Tomiszewo

## Aangrenzende gemeenten
Kazimierz Biskupi, Kleczew, Powidz, Słupca